# Новомихайлівське (Первомайський район)
Новомиха́йлівське (до 1926 р. — Долинський; до 1957 р. — Будьоннівка (Будьонного); до 2016 р. — Жовтневе) — село в Україні, у Врадіївській селищній громаді Первомайського району Миколаївської області. Населення становить 631 особу.
До 2016 року мало назву Жовтне́ве. Село було внесено до переліку населених пунктів, які потрібно перейменувати згідно із законом «Про засудження комуністичного та націонал-соціалістичного (нацистського) тоталітарних режимів в Україні та заборону пропаганди їхньої символіки». Перейменовано на підставі постанови Верховної Ради України від 19.05.2016 № 1377-19.

## Видатні мешканці
У селі народились:
- Биконя Оксана Павлівна (* 1971) — український педагог.
- Тараненко Василь Григорович (1914—1991) — командир розвідувального відділення 315-го гвардійського гірсько-стрілецького полку 128-ї гвардійської гірсько-стрілецької дивізії 60-ї армії, 4-го Українського фронту, гвардії старшина, повний кавалер ордена Слави.

## Населення
Згідно з переписом УРСР 1989 року чисельність наявного населення села становила 669 осіб, з яких 305 чоловіків та 364 жінки.
За переписом населення України 2001 року в селі мешкали 623 особи.

### Мова
Розподіл населення за рідною мовою за даними перепису 2001 року:
| Мова       | Відсоток |
| ---------- | -------- |
| українська | 96,04 %  |
| молдовська | 3,49 %   |
| білоруська | 0,16 %   |
| болгарська | 0,16 %   |
| російська  | 0,16 %   |